# 1967: The First Three Singles
1967: The First Three Singles es un álbum recopilatorio de edición limitada que contiene los 6 sencillos de 1967 grabados por Syd Barrett de la banda de rock progresivo Pink Floyd, lanzado en 1997 para conmemorar el 30 aniversario de la banda. Incluye los primeros tres sencillos junto con sus respectivos lados-B, que fueron en su mayoría escritos por el entonces líder de la banda, Syd Barrett. Arnold Layne alcanzó el número 20 en las listas, mientras que See Emily Play llegó al número 6, su sencillo de mayor éxito hasta lo que sería Another Brick in the Wall (Parte 2) en 1979. Apples and Oranges fue ampliamente pasado por alto, con Roger Waters culpando sus bajas ventas debido a la mala producción. Paint Box también había sido lanzado junto con Arnold Layne y See Emily Play en el álbum de recopilación Relics. The Scarecrow también fue incluido en el álbum debut de la banda, The Piper at the Gates of Dawn. La cubierta del álbum incluye el arte original que fue encontrado en cada uno de los sencillos. Arnold Layne y See Emily Play fueron después incorporados al que sería el siguiente álbum de recopilación; Echoes (2001).

## Lista de temas
1. "Arnold Layne" - 2:55 (Barrett) (Lanzado el 11 de marzo de 1967)
2. "Candy and a Currant Bun" - 2:46 (Barrett)
3. "See Emily Play" - 2:54 (Barrett) (Lanzado el 16 de junio de 1967)
4. "The Scarecrow" - 2:09 (Barrett)
5. "Apples and Oranges"  - 3:05 (Barrett) (Lanzado el 18 de noviembre de 1967)
6. "Paint Box" - 3:47 (Wright)

Nota: Todos los temas son versiones editadas o extendidas de los originales.

## Personal
- Syd Barrett - Guitarra, voz y arte original de la cubierta
- Roger Waters - Bajo y voz de fondo
- Richard Wright - Teclado, voces principales y de fondo
- Nick Mason - Batería y percusión

Con:
- Storm Thorgerson - Arte de la cubierta